# Понтичели (Болоња)
Понтичели (итал. Ponticelli) је насеље у Италији у округу Болоња, региону Емилија-Ромања.
Према процени из 2011. у насељу је живело 989 становника. Насеље се налази на надморској висини од 80 м.